# Преступления Сталина
«Преступления Сталина» — книга Льва Троцкого, написанная в 1937 году. Была переведена на несколько языков; впервые издана в Российской Федерации в 1994 году.

## Описание и история
В книге, написанной от первого лица, автор даёт свой взгляд на текущее положение в сталинском СССР. Троцкий характеризует политическое состояние как термидорианскую реакцию, и основную опору в виде бюрократического строя, основанного на лжи, и обмане простых трудящихся.
Наиболее острым для Троцкого выглядят лживые, по его мнению, обвинения в его сотрудничестве с мировой буржуазией в качестве агента Пилсудского, союзника французской и американской буржуазии. К разоблачению этих обвинений он приступает поэтому с самого начала книги.
Автор придаёт большую значимость признакам, указывающим (по его мнению) на сотрудничество или пособничество Гитлеру со стороны сталинского СССР. Для доказательства он представляет следующие тезисы: советское руководство не воспрепятствовало приходу Гитлера к власти, не оказав поддержки социал-демократам, в результате чего нацистам удалось взять большинство; когда же приход Гитлера к власти произошёл, в отличие от остальных стран, советские газеты хранили по этому поводу молчание.
Далее Троцкий касается вопроса репрессий в стране, с последующим их влиянием на обороноспособность страны, утверждая отсутствие реальных преступлений за репрессированными. Из их числа он выделяет в первую очередь Гамарника, Уборевича, Якира, Лившица, Тухачевского — при том что упомянутые деятели были расстреляны с формулировкой шпионажа и участия в троцкистском заговоре против СССР.
Затем идёт описание заграничных событий, и то, как они были поданы в советской прессе. Троцкий указывает на суть фальсификаций, и какими способами это было проделано, в полемической форме оппонируя всем направленным против него измышлениями.
Лев Троцкий описал свою реакцию как недоверие своему слуху, когда он услышал о казни в ходе показательных Московских процессов старых большевиков (Зиновьева, Каменева и других). Далее автор повествует о своих злоключениях (включая заключение) за границей, и какую роль в решениях соответствующих стран сыграло давление Советского Союза. Даётся описание хищения архивов, которые автор вывез из СССР, и которые, по его мнению, не давали Сталину спокойно спать (архивы Троцкого содержали множество первичных документов, касающихся участия Ленина, Сталина и других в Гражданской войне, и подача их в соответствующем контексте могла серьёзно повредить имиджу Сталина в СССР).
Автор уделяет много времени попыткам Зиновьева и Каменева найти какое-то место в партии, указывает на извиняющий их фактор в виде мощнейшего нажима, которому они подвергались, но снимает с себя вину за их гибель — указывая, что вопреки официальному описанию их как «троцкистов», они на деле десятилетиями противостояли ему в составе других партийных кластеров.
Троцкий отклоняет обвинения в якобы посылке им террористов СССР. Он указывает также на абсолютную бессмысленность для обвинённых в убийстве Кирова Зиновьева и Троцкого организовывать эту сталинскую (по его мнению) провокацию, которую он ставит в один ряд с поджогом Рейхстага. Затем в книге идёт развитие тезисов о бюрократическом перерождении революции, где он стоял на стороне партийной демократии и свободы слова. Особо автор останавливается на вопросе отзыва и ликвидации множества коммунистов из состава Третьего Интернационала.
Заключительные главы посвящены террористической деятельности сталинской ОГПУ за границей, чему Троцкий даёт много примеров со своим описанием и пояснением мотивов. Речь идёт в первую очередь о расправах над мигрировавшими из СССР коммунистами, включая его сына Льва Седова. В заключение, Лев Троцкий обращается к Лиге Наций со следующим обращением:
При помощи документов, свидетельских показаний и неопровержимых политических доводов я берусь доказать то, в чем общественное мнение не сомневается давно, именно, что главой этой преступной банды является Иосиф Сталин, генеральный секретарь Всесоюзной Коммунистической партии СССР. Так как народный комиссар по иностранным делам СССР г. Литвинов очень красноречиво настаивал на необходимости взаимного обязательства правительств о выдаче террористов, то он, надо надеяться, не откажет приложить свое влияние к тому, чтобы вышеназванный Иосиф Сталин как глава международной террористической банды был доставлен в распоряжение Трибунала при Лиге Наций. Со своей стороны, я готов предоставить все свои силы, сведения, документы и личные связи в распоряжение Трибунала для полного раскрытия истины.